# Галактолипиды

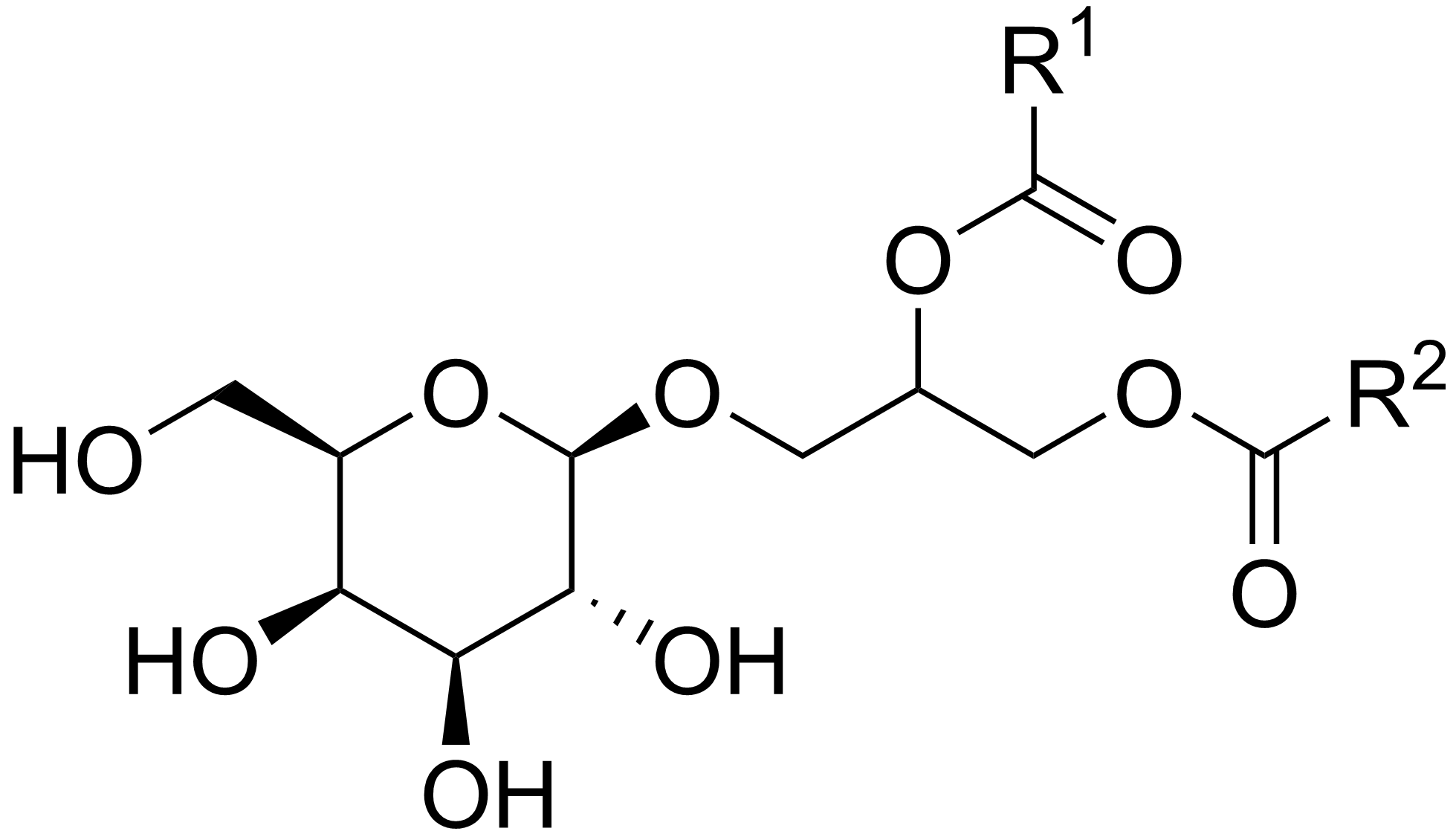
Общая химическая структура моногалактозилдиацилглицерина, распространённого типа галактолипидов. R^{1} and R^{2} – алифатические заместители во фрагментах жирных кислот.

Галактолипиды — это тип гликолипидов, углеводной группой которых является галактоза. Они отличаются от гликосфинголипидов отсутствием азота в своём составе.

## Функции
Галактолипиды составляют основную часть липидов растительных клеточных мембран, заменяя фосфолипиды для экономии фосфата для других важных процессов. Мембраны хлоропластов содержат большое количество моногалактозилдиацилглицерина (МГДГ) и дигалактозилдиацилглицерина (ДГДГ).
Они, вероятно, также играют непосредственную роль в фотосинтезе, поскольку были обнаружены в структурах фотосинтетических комплексов.
Бурая водоросль Фукус пузырчатый (Fucus vesiculosus) вырабатывает галактолипиды как отпугивающее средство против A. punctulata
.
Галактосфинголипид галактоцереброзид (GalC) и его сульфатированное производное сульфатид также в изобилии присутствуют (вместе с небольшой группой белков) в миелине — мембране вокруг аксонов нервной системы позвоночных.

## Биологическая активность
Галактолипиды более биодоступны, чем свободные жирные кислоты, и, как было показано, проявляют противовоспалительную активность, опосредованную циклооксигеназами. Биоуправляемое фракционирование листьев шпината (Spinacia oleracea) выявило, что галактолипиды альфа-линоленовой кислоты (18:3, n-3) отвечают за ингибирующее действие на активацию вируса Эпштейна-Барр, индуцированную опухолевым промотором. Недавно было показано, что этот же галактолипид, 1,2-ди-O-α-линоленоил-3-O-α-D-галактопиранозил-sn-глицерин, может играть важную роль в противовоспалительной активности шиповника собачьего (Rosa canina), лекарственного растения с показанным антивоспалителиным действием при воспалительных заболеваниях, таких как артрит.